# Carícia (revista)

Cantora Sandy na capa da revista (provavelmente 1997 ou 1998)

Carícia foi uma revista brasileira da década de 80 publicada pela Editora Azul, uma divisão de revistas segmentadas da Editora Abril, criada em uma sociedade entre Roberto Civita e Ângelo Rossi. Revista de temática adolescente (com foco em sexualidade, carreira profissional e beleza), no auge de seu sucesso teve um público leitor de dois milhões de pessoas de todo o Brasil, dos quais recebia em média cinco mil cartas por mês.
Concorrente da Capricho, a Carícia continha encartes, entre os quais horóscopo e jogo das vocações.